# SAC3D1
SAC3D1‏ (SAC3 domain containing 1) هوَ بروتين يُشَفر بواسطة جين SAC3D1 في الإنسان.